# مسابقه گوی طلایی
مسابقه گوی طلایی اولین مسابقه کاملاً سه بعدی و گرافیکی است که به صورت زنده ویژه نوجوانان وجوانان با تهیه‌کنندگی علیرضا باغی و اجرای هومن حاجی عبداللهی از شبکه تهران پخش می‌شد.
مسابقه گوی طلایی از پاییز ۱۳۸۸ تا ۱۳۹۱ با تغییراتی متنوع در طی زمان با نام‌های گوی طلایی ۱ و۲ و ۳ از شبکه تهران پخش می‌شد.

مسابقه در محیط کاملاً سه بعدی اتفاق می‌افتد به طوری که در هر مرحله بیننده به صورت سه بعدی کلیه مراحل مسابقه را می‌بیند و به سوالاتی که توسط مجری برنامه در حد معلومات عمومی مطرح می‌گردد جواب می‌دهد.
در بین برنامه نیز موضوعاتی در زمینه طنز، معما و دانستنیها برای بینندگان توسط مجری بیان می‌گردد.

عوامل تولید این برنامه یوسف موسوی، رضا گلجان، فریبا یزدانی، همایون بابازاده، مهدی تاجیک و مهدی خداشناس می‌باشند.